# Phillip Dutton
Phillip Peter Dutton (Nyngan, 13 de septiembre de 1963) es un deportista australiano-estadounidense que compite en hípica, en la modalidad de concurso completo.
Participó en siete Juegos Olímpicos de Verano, entre los años 1996 y 2020, obteniendo en total tres medallas: oro en Atlanta 1996, en la prueba individual por equipos (junto con Wendy Schaeffer, Gillian Rolton y Andrew Hoy); oro en Sídney 2000, por equipos (con Andrew Hoy, Stuart Tinney y Matthew Ryan), y bronce en Río de Janeiro 2016, en la prueba individual.
Ganó tres medallas en los Juegos Panamericanos, en los años 2007 y 2015.
En 1997 fue condecorado con la Medalla de la Orden de Australia (OAM).

## Palmarés internacional
| Representando a Australia      |                          |                   |             |
| Juegos Olímpicos               |                          |                   |             |
| Año                            | Lugar                    | Medalla           | Categoría   |
| 1996                           | Atlanta (Estados Unidos) | Medalla de oro    | Por equipos |
| 2000                           | Sídney (Australia)       | Medalla de oro    | Por equipos |
| Representando a Estados Unidos |                          |                   |             |
| Juegos Olímpicos               |                          |                   |             |
| Año                            | Lugar                    | Medalla           | Categoría   |
| 2016                           | Río de Janeiro (Brasil)  | Medalla de bronce | Individual  |
| Juegos Panamericanos           |                          |                   |             |
| Año                            | Lugar                    | Medalla           | Categoría   |
| 2007                           | Río de Janeiro (Brasil)  | Medalla de oro    | Por equipos |
| 2007                           | Río de Janeiro (Brasil)  | Medalla de plata  | Individual  |
| 2015                           | Toronto (Canadá)         | Medalla de oro    | Por equipos |